# Magdalenenfest

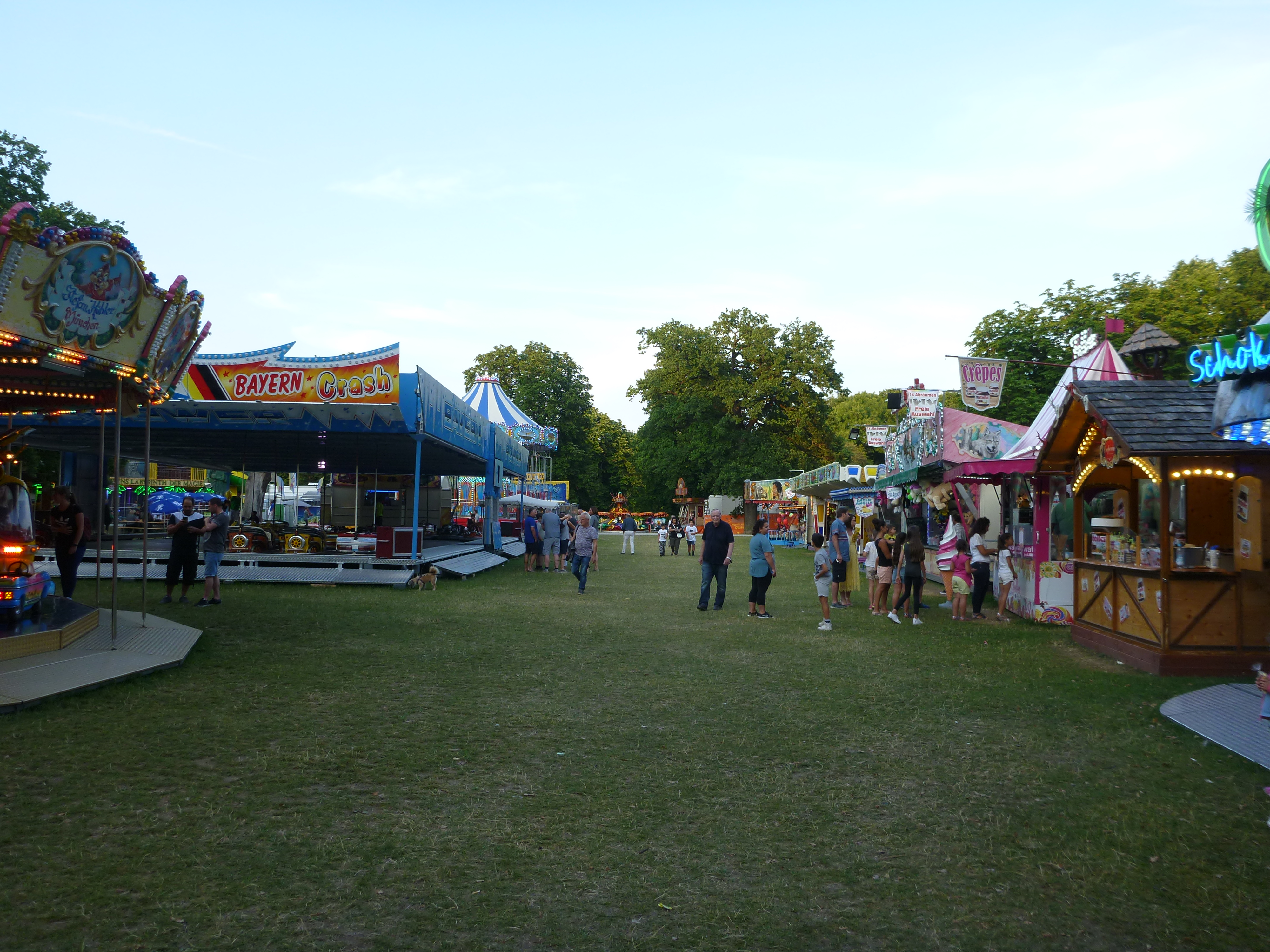
Das Magdalenenfest 2019

Das Magdalenenfest ist ein alljährlich stattfindendes Sommerfest im Münchner Hirschgarten. Es ist benannt nach Maria Magdalena.
Die Anfänge des Magdalenenfestes reichen bis ins Jahr 1728 zurück. In diesem Jahr wurde im Schlosspark Nymphenburg die Magdalenenklause eingeweiht. Immer zum Namenstag der Patronin (22. Juli) wurden der Park und die Klause dem einfachen Volk zugänglich gemacht. Neben der Magdalenenklause entsprang eine kleine Quelle, die Hilfe bei Augenkrankheiten bringen sollte, was dazu führte, dass die Klause ein Wallfahrtsort wurde. 1790 wurde der Schlosspark auf Dauer für die Allgemeinheit geöffnet und es entwickelte sich rund um den Namenstag ein Jahrmarkt. Bis 1930 fand das Magdalenenfest im Schlossrondell statt, dann wurde es zum Romanplatz verlagert. 1958 wurde das Fest in den Hirschgarten verlegt und dauert inzwischen 16 Tage.

## Quelle
- Völkischer Beobachter (Ausgabe München) vom 21. Juli 1937.
- Süddeutsche Zeitung, 10. Juli 2008, Münchner Teil, Seite N2